# Ford Fiesta RRC
Ford Fiesta RRC è una variante da competizione della Ford Fiesta VI utilizzata per partecipare nei rally, principalmente nel campionato WRC-2, secondo le specifiche RRC (Regional Rally Car).

## Descrizione
Nell'agosto 2011 è stata presentata la versione RRC della Fiesta VI, vettura creata per rispettare le regole vigenti per i campionati regionali rally imposte dalla FIA.
La RRC riprende alcuni elementi Fiesta RS WRC, con un alettone posteriore specifico che viene ripreso dalla versione S2000, un paraurti anteriore leggermente diverso, un volano del motore più leggero e una flangia di restrizione per il turbo da 30 mm, invece che da 33 mm presente nella variante RS WRC. Le Fiesta con specifiche RRC possono essere riconvertite alle specifiche WRC. A spingere la vettura c'è un motore 1,6 litri turbo con elaborazione della centralina elettronica fornita dalla Cosworth.

## Palmarès
- 2 WRC-2 (2014[4], 2015[5])

### Vittorie nel WRC2
| #  | Anno | Rally                                   | Pilota              | Co-pilota            |
| -- | ---- | --------------------------------------- | ------------------- | -------------------- |
| 1  | 2013 | 61° Rally Sweden                        | Yazeed Al-Rajhi     | Michael Orr          |
| 2  | 2013 | 10° Rally Guanajuato Mexico             | Abdulaziz Al-Kuwari | Killian Duffy        |
| 3  | 2013 | 33° Philips LED Rally Argentina         | Abdulaziz Al-Kuwari | Killian Duffy        |
| 4  | 2013 | 22° Coates Hire Rally Australia         | Abdulaziz Al-Kuwari | Killian Duffy        |
| 5  | 2014 | 48° Vodafone Rally de Portugal          | Nasser Al-Attiyah   | Giovanni Bernacchini |
| 6  | 2014 | 34° XION Rally Argentina                | Nasser Al-Attiyah   | Giovanni Bernacchini |
| 7  | 2014 | 11° Rally Italia Sardegna               | Lorenzo Bertelli    | Mitia Dotta          |
| 8  | 2014 | 23° Coates Hire Rally Australia         | Nasser Al-Attiyah   | Giovanni Bernacchini |
| 9  | 2014 | 50° RallyRACC Catalunya - Costa Daurada | Nasser Al-Attiyah   | Giovanni Bernacchini |
| 10 | 2015 | 12° Rally Guanajuato Mexico             | Nasser Al-Attiyah   | Mathieu Baumel       |
| 11 | 2015 | 35° XION Rally Argentina                | Abdulaziz Al-Kuwari | Marshall Clarke      |
| 12 | 2015 | 49° Vodafone Rally de Portugal          | Nasser Al-Attiyah   | Mathieu Baumel       |
| 13 | 2015 | 12° Rally Italia Sardegna               | Yuriy Protasov      | Pavlo Cherepin       |
| 14 | 2015 | 24° Coates Hire Rally Australia         | Nasser Al-Attiyah   | Mathieu Baumel       |
| 15 | 2015 | 58° Tour de Corse                       | Julien Maurin       | Nicolas Klinger      |

### Vittorie nell'IRC
| # | Anno | Rally                | Pilota             | Co-pilota            |
| - | ---- | -------------------- | ------------------ | -------------------- |
| 1 | 2012 | 40° San Marino Rally | Giandomenico Basso | Mitia Dotta          |
| 2 | 2012 | 54° Rallye Sanremo   | Giandomenico Basso | Mitia Dotta          |
| 3 | 2012 | 41° Cyprus Rally     | Nasser Al-Attiyah  | Giovanni Bernacchini |

### Vittorie nell'ERC
| # | Anno | Rally                            | Pilota             | Co-pilota              |
| - | ---- | -------------------------------- | ------------------ | ---------------------- |
| 1 | 2012 | 36° Rally 1000 Miglia            | Giandomenico Basso | Mitia Dotta            |
| 2 | 2013 | Rally Liepāja Ventspils 2013     | Jari Ketomaa       | Kaj Lindström          |
| 3 | 2014 | 31° Int. Jänner Rallye           | Robert Kubica      | Maciej Szczepaniak     |
| 4 | 2014 | 49° SATA Rallye Açores           | Bernardo Sousa     | Hugo Magalhães         |
| 5 | 2014 | 43° CNP Asfalistiki Cyprus Rally | Yazeed Al-Rajhi    | Michael Orr            |
| 6 | 2014 | 57° Tour de Corse                | Stéphane Sarrazin  | Jacques-Julien Renucci |